# Olaias (métro de Lisbonne)
Olaias est une station du métro de Lisbonne sur la ligne rouge.